# Территориальная граница Гонконга

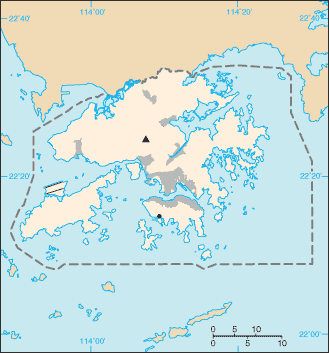
Карта границ Гонконга с 1997 года, разделенная серыми пунктирными линиями, окружающими Гонконг

Территориальная граница Гонконга, официально — Граница административного деления Специального административного района Гонконг Китайской Народной Республики (англ. Boundary of the Administrative Division of the Hong Kong Special Administrative Region of the People's Republic of China, кит. 中華人民共和國香港特別行政區行政區域界綫) — административная граница с пограничным контролем, действующую в соответствии с конституционным принципом «одна страна, две системы», который отделяет Специальный административный район Гонконг от Континентального Китая сухопутным пограничным забором протяженностью 30 км и морской границей протяженностью 733 км, что обеспечивает отдельную от континентального Китая юрисдикцию, контролируемую иммиграцией и таможней.
Границы Гонконга патрулируются и контролируются полицейскими силами Гонконга и департаментом иммиграции Гонконга на суше и на море. Сухопутная граница также включает буферную зону, известную как пограничная закрытая зона.

## Пункты пограничного контроля
По состоянию на 2024 год, 8 из 13 пунктов пограничного контроля Гонконга, контролируемых департаментом иммиграции, расположены на суше. Также, пограничный контроль при въезде в Гонконг морским путем можно пройти через 3 паромных терминалах, и остальные два через вокзал Западный Коулун и аэропорт Гонконг.